# كلود بريان
كلود بريان (بالإنجليزية: Claude Bryan)‏ هو لاعب كرة قدم أسترالية وطبيب أسترالي، ولد في 23 ديسمبر 1892 في هوبارت في أستراليا، وتوفي في 10 مارس 1960 في Longford, Tasmania ‏ في أستراليا.

## وصلات خارجية
- كلود بريان على موقع AustralianFootball.com (الإنجليزية)
- كلود بريان على موقع AFLtables.com (الإنجليزية)